# Oceano
Oceano és una concentració de població designada pel cens dels Estats Units a l'estat de Califòrnia. Segons el cens del 2000 tenia 7.260 habitants.

## Demografia
Segons el cens del 2000, Oceano tenia 7.260 habitants, 2.447 habitatges, i 1.722 famílies. La densitat de població era de 1.844,1 habitants/km².
Dels 2.447 habitatges en un 38,8% hi vivien nens de menys de 18 anys, en un 50,2% hi vivien parelles casades, en un 14,8% dones solteres, i en un 29,6% no eren unitats familiars. En el 23% dels habitatges hi vivien persones soles el 9,2% de les quals corresponia a persones de 65 anys o més que vivien soles. El nombre mitjà de persones vivint en cada habitatge era de 2,96 i el nombre mitjà de persones que vivien en cada família era de 3,5.
Per edats la població es repartia de la següent manera: un 29,5% tenia menys de 18 anys, un 10,2% entre 18 i 24, un 29,8% entre 25 i 44, un 20,1% de 45 a 60 i un 10,4% 65 anys o més.
L'edat mediana era de 32 anys. Per cada 100 dones de 18 o més anys hi havia 96,3 homes.
La renda mediana per habitatge era de 38.014 $ i la renda mediana per família de 39.254 $. Els homes tenien una renda mediana de 28.180 $ mentre que les dones 21.310 $. La renda per capita de la població era de 16.561 $. Entorn del 14,1% de les famílies i el 16,3% de la població estaven per davall del llindar de pobresa.

## Poblacions més properes
El següent diagrama mostra les poblacions més properes.